# 碧翠絲·史翠
比阿特丽斯·惠妮·斯特雷特（英語：Beatrice Whitney Straight，1914年8月2日—2001年4月7日）是美國演員，曾獲得奧斯卡最佳女配角獎。